# Ямал Ири

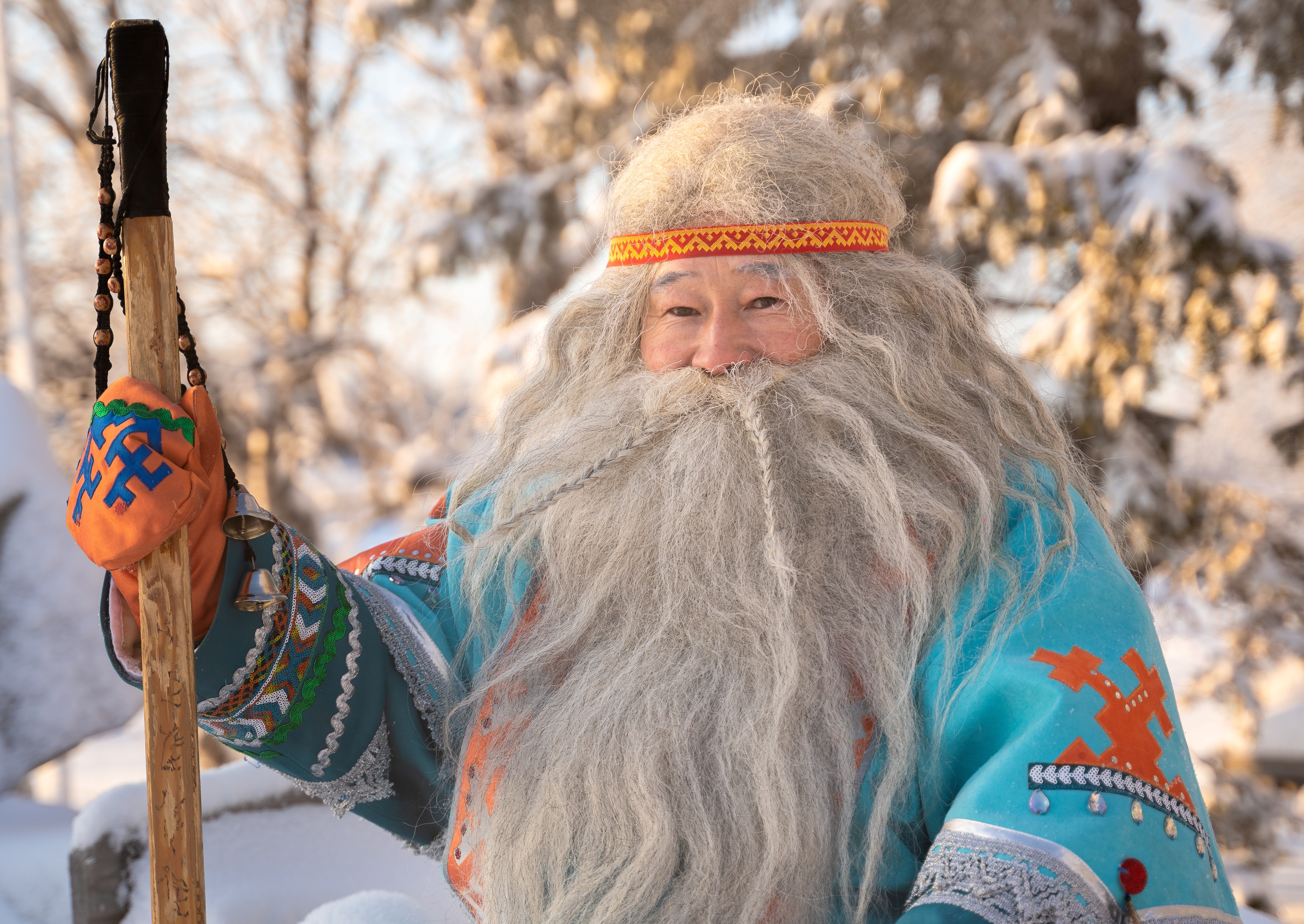
Ямал Ири

Ямал Ири — ямальский Дед Мороз. Он появился на свет вместе с рождением ямальской тундры и Полярного Урала. Наделён он волшебною силою, переданной ему добрыми духами Севера.
День рождения Ямал Ири — 28 ноября.

## Описание
Большую часть времени Ямал Ири проводит в трудах и заботах в своей резиденции, в посёлке Горнокнязевск. Просыпается рано утром, умывается ледяной водой, облачается в малицу и выходит на прогулку по своим сказочным владениям. Он — великолепный рассказчик национальных северных легенд и мифов. Шутки, загадки, пословицы и сказки неизменно сопровождают все встречи с Морозным Волшебником. Ямальский Дед Мороз с радостью встречает гостей в своей резиденции, дарит им замечательные подарки, потчует сладкими угощениями и исполняет желания.
Синонимы — Северный Волшебник, Правитель Лукоморья, Ямальский Дед Мороз, Дед Мороз Ямала, Дед Мороз Арктики, Дедушка Севера, Ямальский Волшебник, Морозный Волшебник.

## Одежда

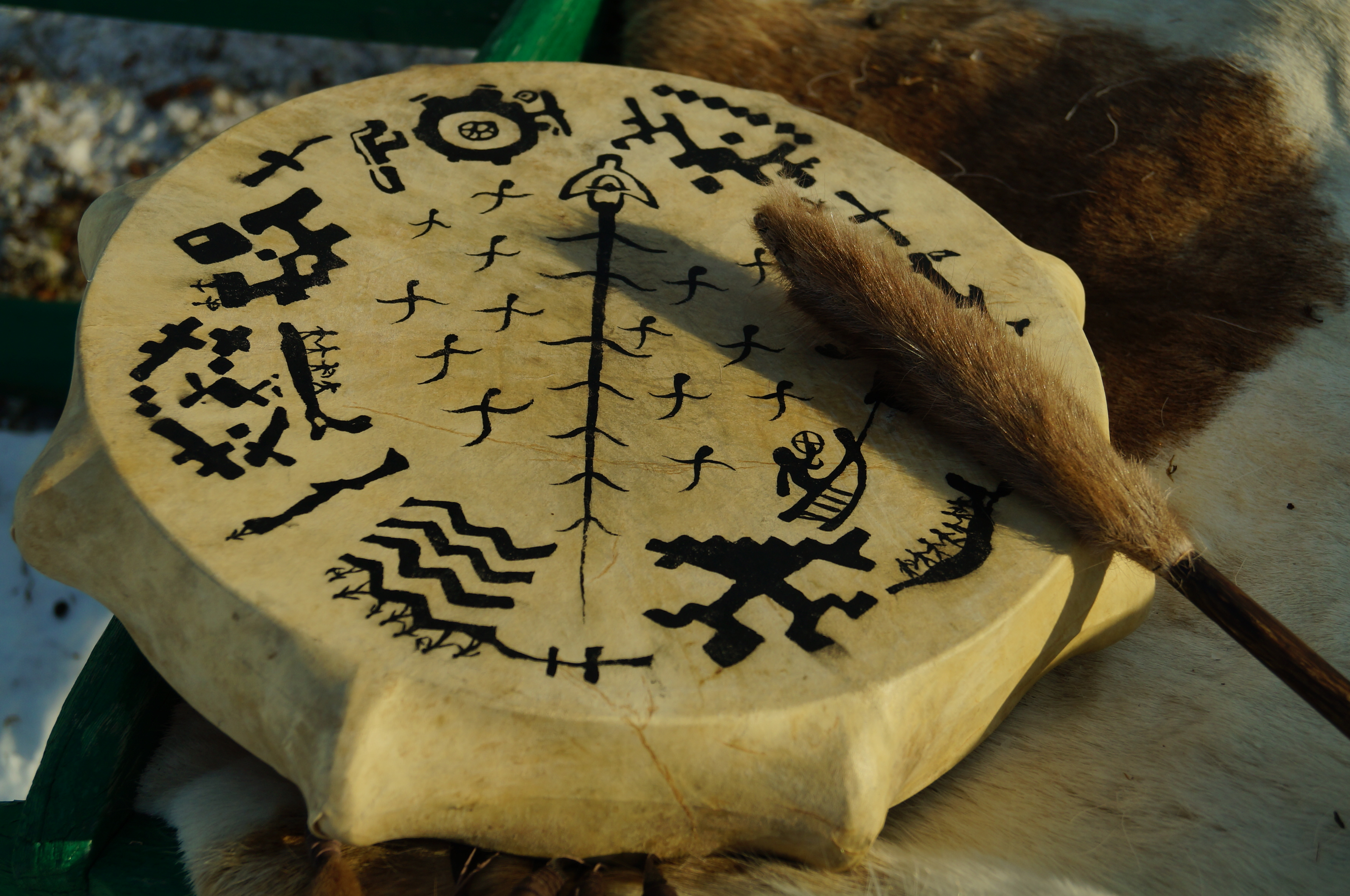
Волшебный бубен

Ямал Ири одет в национальную северную одежду — малицу и кисы, подпоясан традиционным национальным поясом охотника, который украшен изделиями из кости мамонта. Длинные седые волосы Ямальский Волшебник собирает сзади в небольшую косичку, усы и борода у него очень пышные.
Всегда берёт с собой волшебный деревянный посох, украшенный изысканным орнаментом. Ещё одним сказочным атрибутом Дедушки Севера является волшебный бубен, который помогает избавиться от плохих мыслей, делает добрых людей сильнее, а злых — добрее.

## Транспорт Ямал Ири

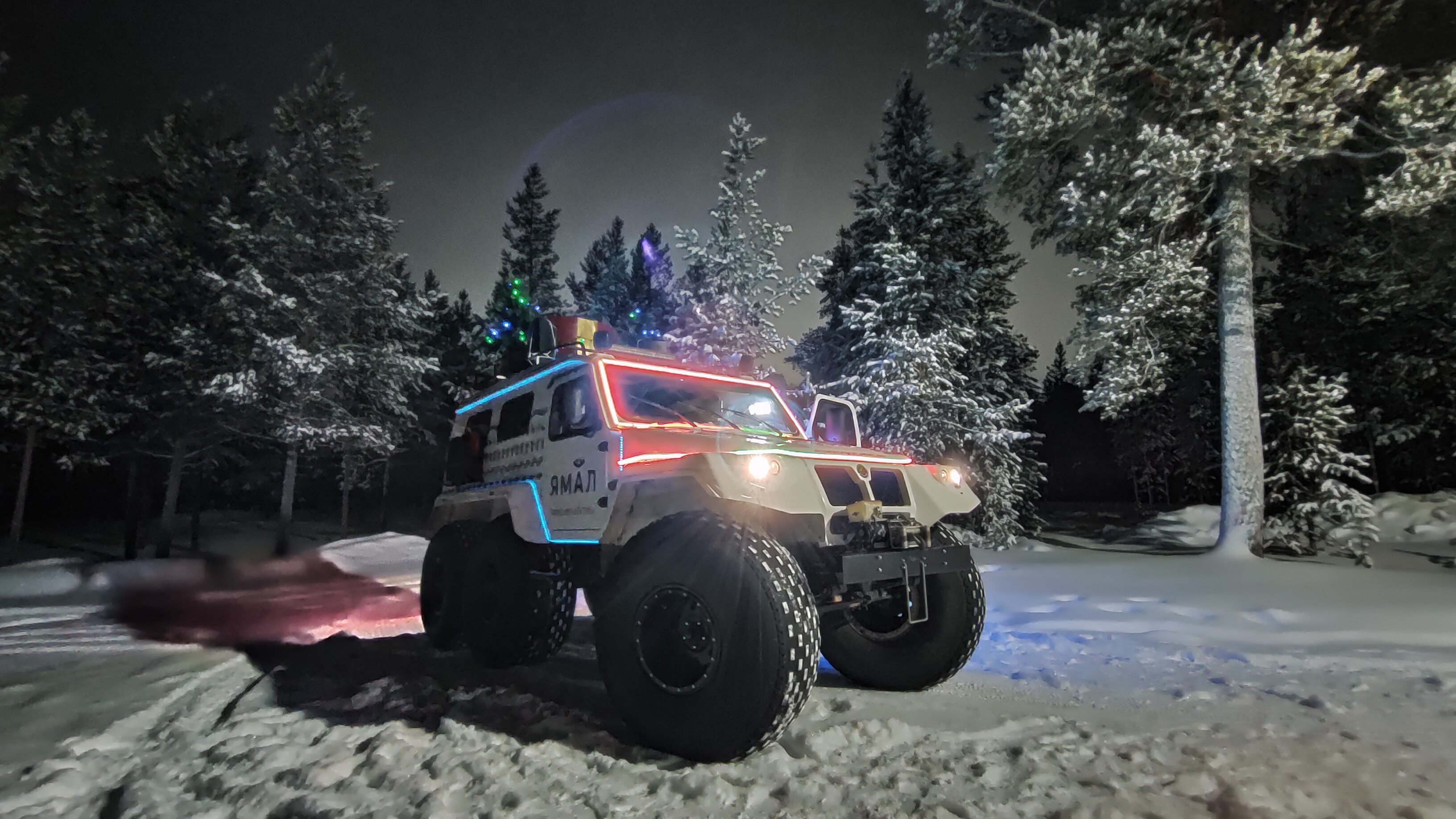
ТРЭКОЛ Ямал Ири

Ямальский Дед Мороз путешествует на упряжке северных оленей по бескрайним просторам Ямало-Ненецкого автономного округа, развозит подарки детишкам в самые отдалённые поселки и стойбища. Также Ямал Ири умеет управлять волшебным ТРЭКОЛом, когда работы очень много, а олени устают.

## Резиденция Ямал Ири

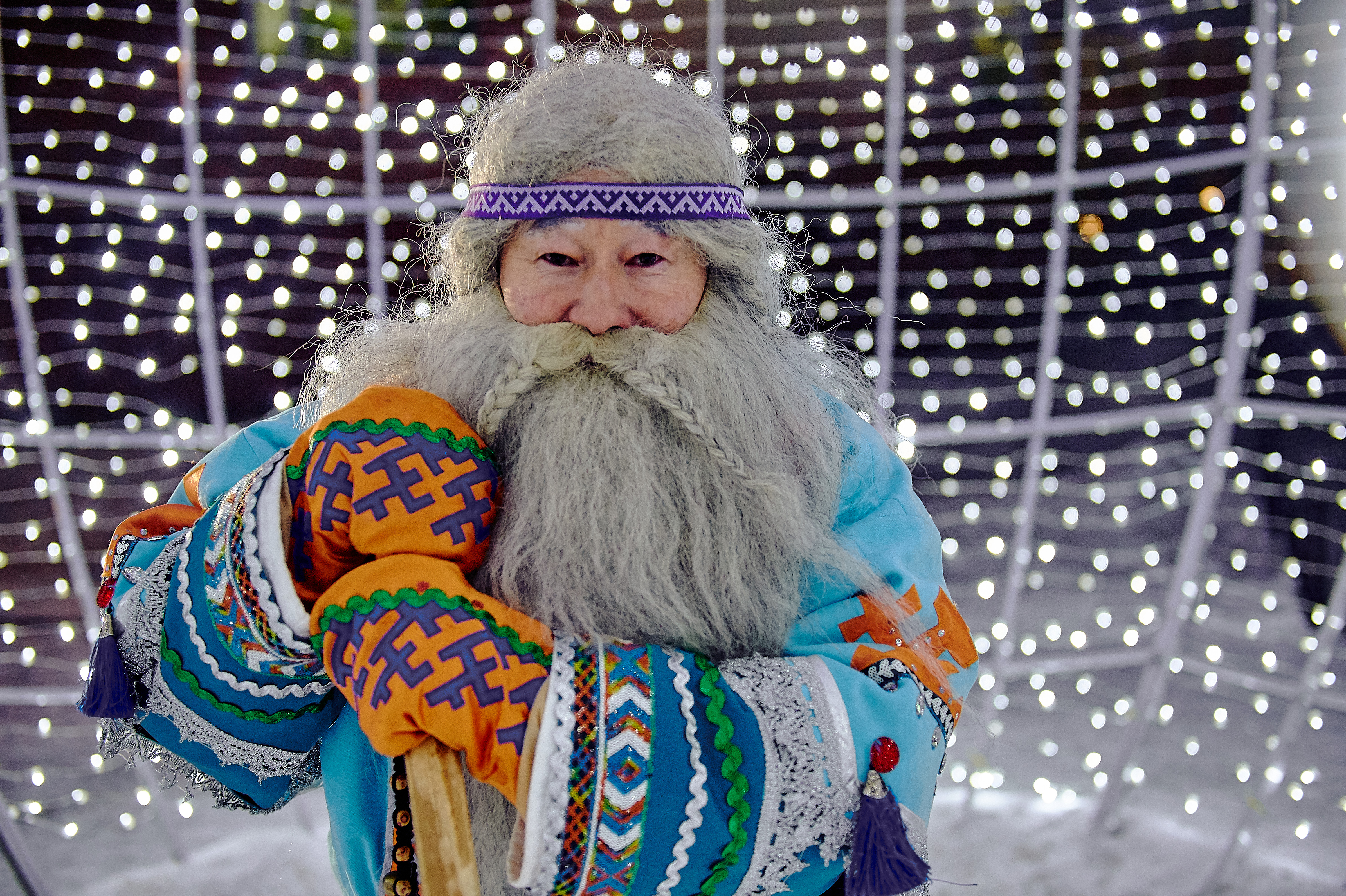
Ямал Ири в г. Салехард

Резиденция Ямал Ири находится неподалёку от города Салехарда, в Природно-этнографическом комплексе в посёлке Горнокнязевск.
В своём чуме Правитель Лукоморья отвечает на письма детей и взрослых, хранящиеся в большом сундуке, принимает гостей, сидя на лесном троне, потчует их сладкими угощениями и ароматным чаем, отвечает на вопросы, загадывает хитроумные загадки, рассказывает о своих сказочных планах, и дарит подарки.
Морозный Волшебник с удовольствием играет с ребятишками в весёлые игры на свежем воздухе, состязается со своими гостями в силе и ловкости, знакомит с национальными северными видами спорта.
Каждый желающий может прикоснуться к волшебному посоху Ямальского Деда Мороза и загадать желание, а также сфотографироваться на память.